# Arnold Palmer Tournament Golf
Arnold Palmer Tournament Golf är ett golfdatorspel utvecklat och utgivet av SEGA. Det släpptes till Sega Mega Drive 1989. 
Det är ett av de tidigaste sportspelen där en känd idrottsutövares namn är en del av titeln. Förutom just titeln finns det inga fler referenser till Arnold Palmer i själva spelandet. 
Spelet har två olika lägen, träning och turnering. Det finns tre olika banor med 18 hål i varje, en i USA, en i Japan och en i Storbritannien. Ju längre spelaren kommer i turneringsläget desto mer utvecklas ens karaktär. Förutom möjligheten att uppgradera sina klubbor kan man välja en caddie som ger utförligare tips och råd.